# Baksjötjärnen, Lappland
Baksjötjärnen är en sjö i Vilhelmina kommun i Lappland och ingår i Ångermanälvens huvudavrinningsområde.